# Sillon carotidien de l'os sphénoïde
Le sillon carotidien de l'os sphénoïde (ou gouttière carotidienne ou gouttière du sinus caverneux ou gouttière caverneuse ou gouttière en S) est une rainure osseuse en forme de S italique située sur la face latérale du corps du sphénoïde, au-dessus de l'attache de chaque grande aile de l'os sphénoïde.
Elle loge l'artère carotide interne et le sinus caverneux.